# 史蒂夫·梅斯勒
史蒂夫·梅斯勒（英語：Steve Mesler，1978年8月28日—），美国男子雪车运动员。他曾代表美国参加2006年和2010年冬季奥林匹克运动会雪车比赛，其中2010年冬季奥运会获得一枚金牌。